# Estádio Barão da Serra Negra
O Estádio Barão da Serra Negra é um estádio municipal localizado em Piracicaba, no interior do estado de São Paulo.
Conhecido simplesmente como Barão, o estádio é utilizado principalmente como palco dos jogos do XV de Piracicaba.
Seu nome é uma homenagem a Francisco José da Conceição, primeiro e único Barão da Serra Negra.
A capacidade atual do Estádio é de 18 000 pessoas. A estrutura do estádio tem basicamente dois grandes setores: o setor coberto (cativa), e as arquibancadas (gerais). O estádio integra o Conjunto Esportivo Municipal, que conta também com ginásio principal, miniginásio, conjunto de piscinas e pista de atletismo.
No estádio também acontecem jogos da liga amadora da cidade de Piracicaba.

## História
O projeto de construção do estádio do XV, que até então mandava seus jogos no extinto Roberto Gomes Pedrosa, foi iniciado efetivamente por meio da lei 368 de 3 de julho de 1953, sancionada pelo prefeito Samuel de Castro Neves. O projeto visava não só a construção do Estádio Municipal, mas também do Ginásio Municipal, tendo em vista que Piracicaba iria sediar os Jogos Abertos do Interior de 1955. Mas foi outra lei, a de 924 de 24 de novembro de 1960, sancionada pelo prefeito Francisco Salgot Castillon, que autorizou a construção.
O local escolhido para a obra foi onde estava a Praça Barão da Serra Negra, área medindo quase 49 mil metros quadrados e situada na parte alta de Piracicaba. O espaço é demarcado pelas ruas Morais Barros, Silva Jardim, Treze de Maio e Avenida Independência.
O Estádio Barão da Serra Negra foi inaugurado no dia 4 de setembro de 1965, construído durante a gestão do então prefeito de Piracicaba, Luciano Guidotti.
O primeiro jogo realizado no estádio Barão da Serra Negra foi XV de Piracicaba 0 x 0 Palmeiras, com um público de 15 674 torcedores. Anterior ao início do jogo, o Nhô Quim homenageou o presidente da equipe paulistana, Delfino Facchina, que por sua vez ofereceu uma placa de bronze para a Prefeitura de Piracicaba. Também antes da partida houve o hasteamento das bandeiras por autoridades e também a benção do Estádio, procedida por Frei Estevam Maria.
Porém, o primeiro gol no Barão aconteceria apenas na partida entre XV de Piracicaba x Corinthians, no dia 11 de setembro de 1965. Os donos da casa sofreram uma derrota pelo placar de 3 a 1, e o atacante Flávio foi o primeiro jogador a balançar as redes do estádio.
A primeira vitória do XV de Piracicaba em seu novo estádio aconteceria contra o Comercial pelo placar de 3 a 1, no Campeonato Paulista de 1965, em jogo realizado no dia 26 de setembro.
As torres de iluminação foram inauguradas em 5 de junho de 1968, por ocasião do jogo entre XV 1 x 0 Palmeiras, válido pelo Campeonato Paulista. As novas torres, com 160 mil watts de potência, foram afixadas nas laterais do estádio, duas em cada lado, e acesas pela primeira vez durante a abertura dos 53.º Jogos Abertos do Interior, em 29 de agosto de 1988.
O maior público já registrado no estádio foi de 27.100 pessoas, no dia 30 de novembro de 1983, no jogo XV de Piracicaba 3x2 Bandeirante Esporte Clube. Nessa ocasião, o XV se sagrou campeão do Campeonato Paulista da Série A2. O fato ocorreu logo após o falecimento do lendário Presidente Romeu Italo Ripoli, que dedicou grande parte de sua vida ao clube piracicabano.
Em 2007, o gramado do estádio foi reformulado com uma parceria entre o Esporte Clube XV de Piracicaba, a Prefeitura de Piracicaba e a empresa World Sports. Nessa reforma, o sistema de drenagem foi reformulado e o sistema de irrigação, automatizado.